# Iman Le Caire
Iman Le Caire, nascuda Ayman Kassem (el Caire), és una ballarina i coreògrafa de dansa contemporània, actriu i activista LGBTQ+ egípcia.
Era ballarina i coreògrafa de l'Òpera del Caire quan va haver de fugir d’Egipte per evitar ser perseguida pel fet de pertànyer a la comunitat LGBTQ+. L’any 2008 va fugir als Estats Units, que li van concedir asil polític, i es va instal·lar a Nova York, on finalment va poder fer la transició física per convertir-se en dona. Hi treballa com a artista, ballarina i actriu. El seu activisme l’ha convertit en una persona representativa dins de les comunitats LGBTQ+ de la ciutat, així com de Fire Island Pines i Cherry Grove.
Es va iniciar com a actriu el 2017 a Zolita: Fight like a girl i al 2021 va fer el paper de Layla a The Shuroo Process, escrita i dirigida per Emrhys Cooper.
La mort de George Floyd el maig de 2020 i el suïcidi de Sarah Hegazy, una lesbiana que havia estat empresonada per mostrar una bandera de l'arc de Sant Martí en un concert denúnica de la repressió despietada d'Egipte contra els drets LGBT, van instar-la a participar de manera més activa en la defensa dels drets del col·lectiu LGBTQ+.
Durant la pandèmia de la Covid-19 Iman Le Caire va ajudar un gran nombre de persones transgènere a fugir dels seus països d’origen, on eren perseguides. Finalment, es va adherir a l’associació TransEmigrate, que ajuda a les persones transgènere que intenten traslladar-se a països més segurs, de la qual és gerent de relacions àrabs i membre de la junta directiva. L’any 2021 va fundar l'organització germana Trans Asylias, que ajuda a les persones transgènere a sol·licitar asil.
L'any 2021 va ser reconeguda per la BBC en la seva llista anual 100 Women.